# فيليب شولتز
فيليب شولتز (بالإنجليزية: Philip Schultz)‏ هو مدرس وشاعر أمريكي، ولد في 1945 في روتشستر في الولايات المتحدة.